# 富士見台 (名古屋市)
富士見台（ふじみだい）は、愛知県名古屋市千種区の地名。現行行政地名は富士見台1丁目から富士見台5丁目。住居表示未実施。

## 地理
名古屋市千種区北東部に位置する。西は揚羽町、南は希望ケ丘・鹿子殿・平和公園一丁目、北は御影町、北東は光が丘二丁目に接する。

## 歴史

### 地名の由来
富士山が見えることを望んでつけられたという説と、実際に冬晴れの日には遠望できたことによるという説がある。

### 沿革
- 1960年（昭和35年）3月20日 - 千種区鍋屋上野町の一部により、同区富士見台として成立[1]。
- 1981年（昭和56年）9月20日 - 千種区田代町の一部を編入[1]。
- 1984年（昭和59年）12月3日 - 一部が光が丘二丁目に編入される[4]。また、同時に一部が名東区平和が丘一丁目に編入される[5]。
- 1986年（昭和61年）11月17日 - 一部が鹿子殿に編入される[6]。

## 世帯数と人口
2019年（平成31年）1月1日現在の世帯数と人口は以下の通りである。
| 町丁     | 世帯数    | 人口    |
| -------- | --------- | ------- |
| 富士見台 | 1,099世帯 | 2,993人 |

### 人口の変遷
国勢調査による人口の推移
| 1960年（昭和35年） | 279人   | [ 7 ]     |  |
| 1965年（昭和40年） | 898人   | [ 7 ]     |  |
| 1970年（昭和45年） | 1,345人 | [ 8 ]     |  |
| 1975年（昭和50年） | 1,406人 | [ 8 ]     |  |
| 1980年（昭和55年） | 1,316人 | [ 9 ]     |  |
| 1985年（昭和60年） | 1,203人 | [ 9 ]     |  |
| 1990年（平成2年）  | 1,240人 | [ 10 ]    |  |
| 1995年（平成7年）  | 1,392人 | [ 11 ]    |  |
| 2000年（平成12年） | 2,121人 | [ WEB 6 ] |  |
| 2005年（平成17年） | 2,124人 | [ WEB 7 ] |  |
| 2010年（平成22年） | 2,700人 | [ WEB 8 ] |  |
| 2015年（平成27年） | 2,782人 | [ WEB 9 ] |  |

## 学区
市立小・中学校に通う場合、学校等は以下の通りとなる。また、公立高等学校に通う場合の学区は以下の通りとなる。
| 番・番地等 | 小学校                   | 中学校                 | 高等学校 |
| ---------- | ------------------------ | ---------------------- | -------- |
| 全域       | 名古屋市立富士見台小学校 | 名古屋市立千種台中学校 | 尾張学区 |

## 施設
- 名古屋市立富士見台小学校[2]
- 富士見公園[2]
- 愛知県警察千種警察署富士見台交番[2]
- 自由ケ丘幼稚園
- ヤマナカ富士見台フランテ
- 医王寺

真言宗豊山派の寺院。1388年（至徳5年）、恵龍により與楽寺として海東郡萩原村（一説には愛知郡御器所村）に創建された。清須越しの寛永年間に名古屋伊倉町に移転し、医王寺と改めた。1945年（昭和20年）3月19日の名古屋大空襲により焼失し、戦後、千種区希望ヶ丘2-6-22に移転。1957年（昭和32年）11月8日、境内に自由ヶ丘幼稚園を設立。さらに1966年（昭和41年）には猪子石八幡に第二自由ヶ丘幼稚園、1979年（昭和54年）猪子石宮根に第三自由ヶ丘幼稚園をそれぞれ展開している。1996年（平成8年）、富士見台に移転。

## その他

### 日本郵便
- 郵便番号 : 464-0015[WEB 3]（集配局：千種郵便局[WEB 13]）。

### WEB
1. 1 2  “愛知県名古屋市千種区の町丁・字一覧”.   人口統計ラボ. 2016年1月29日閲覧。
2. 1 2  “町・丁目(大字)別、年齢(10歳階級)別公簿人口(全市・区別)”.   名古屋市 (2019年1月23日). 2019年1月23日閲覧。
3. 1 2  “郵便番号”.  日本郵便. 2019年1月6日閲覧。
4. ↑  “市外局番の一覧”.   総務省. 2019年1月6日閲覧。
5. ↑  名古屋市役所市民経済局地域振興部住民課町名表示係 (2015年10月21日). “千種区の町名一覧”.   名古屋市. 2016年1月29日閲覧。
6. ↑  名古屋市役所総務局企画部統計課統計係 (2005年7月1日). “（刊行物）名古屋の町(大字)・丁目別人口 (平成12年国勢調査) (8)千種区(第1表から第3表)” (xls). 2015年10月15日閲覧。
7. ↑  名古屋市役所総務局企画部統計課統計係 (2007年6月27日). “（刊行物）名古屋の町(大字)・丁目別人口 (平成17年国勢調査) (8)千種区(第1表から第3表）” (xls). 2015年10月15日閲覧。
8. ↑  名古屋市役所総務局企画部統計課統計係 (2012年4月22日). “（刊行物）名古屋の町(大字)・丁目別人口 (平成22年国勢調査) (8)千種区(第1表から第3表）” (xls). 2015年10月15日閲覧。
9. ↑  名古屋市役所総務局企画部統計課統計係 (2017年7月7日). “（刊行物）名古屋の町(大字)・丁目別人口 (平成27年国勢調査) (1)千種区(第1表から第3表）” (xls). 2018年3月7日閲覧。
10. ↑  “市立小・中学校の通学区域一覧”.   名古屋市 (2018年11月10日). 2019年1月14日閲覧。
11. ↑  “平成29年度以降の愛知県公立高等学校（全日制課程）入学者選抜における通学区域並びに群及びグループ分け案について”.   愛知県教育委員会 (2015年2月16日). 2019年1月14日閲覧。
12. ↑  “東光山 医王寺”.   東光山 医王寺. 2022年6月15日閲覧。
13. ↑  郵便番号簿 平成29年度版 - 日本郵便. 2019年01月06日閲覧 (PDF)

### 書籍
1. 1 2 3  名古屋市計画局 1992, p. 729.
2. 1 2 3 4 5  「角川日本地名大辞典」編纂委員会 1989, p. 1470.
3. ↑  名古屋市計画局 1992, p. 119.
4. ↑  名古屋市計画局 1992, p. 730.
5. ↑  名古屋市計画局 1992, p. 866.
6. ↑  名古屋市計画局 1992, p. 732.
7. 1 2  名古屋市総務局企画部統計課 1967, p. 66.
8. 1 2  名古屋市総務局統計課 1977, p. 41.
9. 1 2  名古屋市総務局統計課 1986, p. 14.
10. ↑  名古屋市総務局企画部統計課 1991, p. 8.
11. ↑  名古屋市総務局企画部統計課 1996, p. 8.
12. 1 2 3 4 5 6  愛知県史誌出版協会編集事務局 1986, p. 1.

### 統計資料
- 名古屋市総務局企画部統計課 編『昭和41年版 名古屋市統計年鑑』名古屋市、1967年。
- 名古屋市総務局統計課 編『昭和51年版 名古屋市統計年鑑』名古屋市、1977年。
- 名古屋市総務局統計課 編『昭和60年国勢調査 名古屋の町・丁目別人口（昭和60年10月1日現在）』名古屋市役所、1986年。
- 名古屋市総務局企画部統計課 編『平成2年国勢調査 名古屋の町（大字）別・年齢別人口（平成2年10月1日現在）』名古屋市役所、1994年。
- 名古屋市総務局企画部統計課 編『平成7年国勢調査 名古屋の町（大字）・丁目別人口（平成7年10月1日現在）』名古屋市役所、1996年。